# Tom Terral
Thomas Jefferson Terral, född 21 december 1882 i Union Parish, Louisiana, död 9 mars 1946 i Little Rock, Arkansas, var en amerikansk demokratisk politiker. Han var den 27:e guvernören i delstaten Arkansas 1925-1927.
Han studerade vid University of Kentucky och avlade sedan 1910 juristexamen vid University of Arkansas. Han gifte sig 1914 med Eula Terral som hade från början samma efternamn utan att vara nära släkt med honom. Han var delstatens statssekreterare (Arkansas Secretary of State) 1917-1921. Terral blev trea i demokraternas primärval inför 1920 års guvernörsval i Arkansas. Thomas Chipman McRae vann valet.
I demokraternas primärval inför 1924 års guvernörsval besegrade Terral William Lee Cazort. Han vann själva guvernörsvalet lätt. Två år senare kandiderade han till omval utan framgång. John Ellis Martineau besegrade honom i demokraternas primärval.